# Clinotanypus sugiyamai
Clinotanypus sugiyamai är en tvåvingeart som beskrevs av Tokunaga 1937. Clinotanypus sugiyamai ingår i släktet Clinotanypus och familjen fjädermyggor. Inga underarter finns listade i Catalogue of Life.